# بيني لينش
بيني لينش (بالإنجليزية: Benny Lynch)‏ مواليد 2 أغسطس 1913 في غلاسكو، اسكتلندا - الوفاة 6 أغسطس 1946 في اسكتلندا، كان ملاكم اسكتلندي سابق صنّف ضمن فئة وزن الذبابة. حقق بطولة رابطة الملاكمة العالمية.

## إحصائيات
خاض خلال مسيرته 119 نزالا، فاز في 88 وتعادل في 17 وخسر في 14. فاز بالضربة القاضية في 34 نزالا.

## روابط خارجية
- بيني لينش على موقع بوكس ريك (الإنجليزية) (registration required)
- بيني لينش قاعة قاعة إسكتلندا للمشاهير الرياضية (الإنجليزية)